# Шебелинка — Київ (газотранспортний коридор)
Газотранспортний коридор Шебелинка — Київ — система трубопроводів, що транспортує природний газ від шебелинського газопровідного вузла у північно-західному напрямку до столиці України. Включає газопроводи «Шебелинка-Полтава-Київ», «Єфремівка-Диканька-Київ», «Шебелинка-Диканька-Київ».

## Історія
Перший газ Шебелинського родовища був поданий до столиці України у 1960 році за допомогою обвідної схеми: трубопровід Шебелинка-Брянськ під'єднали до газогону Дашава-Київ-Брянськ-Москва, створивши в останньому на ділянці Брянськ-Київ реверсний рух. Проте вже реалізовувався проект прямої подачі газу зі сходу до Києва — газопровід Шебелинка-Полтава-Київ. Об'єкт з діаметром труб 700 мм довжиною 478 км ввели в експлуатацію у 1961 році.
Через певний час для збільшення обсягів транспортування спорудили ряд компресорних станцій — Диканську (1966 р.), Лубенську (1967 р.), Яготинську (1968 р.).
Завдяки тому, що траса проходила поблизу нафтогазоносних районів Харківської та Полтавської областей, до трубопроводу по мірі освоєння під'єднували інші родовища, як то Кегичівське, Зачепилівське, Глинсько-Розбишівське, Рибальське. Проте вже для видачі продукції з Єфремівського родовища (третє за величиною в Україні) у 1968 році почали спорудження нового газопроводу в тому ж коридорі — Єфремівка — Диканька — Київ діаметром 1020 мм. Він був введений в експлуатацію у 1970 році, що дозволило організувати постачання блакитного палива далі до Західної України та на експорт через газопровід «Київ — Західний кордон України І». У тому ж році до коридору Шебелинка — Київ під'єднали Західно-Хрестищенське газоконденсатне родовище (друге за величиною в Україні). Нарешті, у 1973 році для нарощування поставок ввели в експлуатацію газопровід Шебелинка — Диканька — Київ діаметром 1220 мм та протяжністю 550 км. Це зокрема дозволило запустити трубопровід «Київ — Західний кордон України ІІ».
Для обслуговування нових потужностей провели розширення компресорних станцій, спорудивши другі черги на Диканській, Яготинській (1974 р.) та Лубенській (1975 р.). У 1987 році на Лубенській станції ввели ІІІ чергу.
До компресорної станції Диканська приєднується споруджений у 1984 році газопровід Єлець - Курськ – Диканька, а відходить введений в експлуатацію у 1960-х роках Диканька — Кременчук — Кривий Ріг.

## Сучасний стан
Станом на 2015 рік компресорні станції газотранспортного коридору Шебелинка — Київ обладнані наступним чином: 
- КС Диканська — 7 установок ГПА-Ц-6.3С;
- КС Лубенська — 12 установок ГТ-760-6;
- КС Яготинська — 12 установок ГТ-760-6.[3]

Крім того, на маршруті Шебелинка — Київ діють два підземних сховища газу — Солохівське (Полтавська область) та Кегичівське (Харківська область).